# باشگاه فوتبال بوریرام یونایتد
باشگاه فوتبال بوریرام یونایتد (به تایلندی: สโมสรฟุตบอลบุรีรัมย์ ยูไนเต็ด) یک باشگاه فوتبال در شهر بوریرام، تایلند می‌باشد که در لیگ برتر فوتبال تایلند بازی می‌کند. این باشگاه در سال ۱۹۷۰ تأسیس شده‌است.

## لیگ قهرمانان آسیا ۲۰۱۳
این تیم در لیگ قهرمانان آسیا ۲۰۱۳ در ابتدا در مرحله پلی آف حضور داشت که با برد تیم استرالیایی به مسابقات راه پیدا کرد و وارد مرحله گروهی شد. همچنین این تیم توانست در گروهی نیز پس از اف سی سئول با کسب ۷ امتیاز به مرحله یک‌هشتم نهایی راه پیدا کند. در آن مرحله نیز توانست تیم بنیادکار را با نتیجه مجموع دو بازی ۲–۱ شکست دهد و به جمع هشت تیم بپیوندد، این تیم در مرحله یک چهارم نهایی با استقلال ایران روبه رو شد که در بازی رفت در ورزشگاه آزادی با نتیجه ۱ بر ۰ مغلوب شد و در بازی برگشت در خانه خود ۲ بر ۱ نتیجه را واگذار کرد و در کل سه بر یک مغلوب استقلال ایران شد .

## افتخارات

### رقابت‌های داخلی
- لیگ برتر فوتبال تایلند
  - قهرمان (۱۰ بار)(رکورد): ۲۰۰۸، ۲۰۱۱، ۲۰۱۳، ۲۰۱۴-۲۰۱۵-۲۰۱۷-۲۰۱۸، ۲۰۲۱-۲۰۲۲، ۲۰۲۲-۲۰۲۳، ۲۰۲۴-۲۰۲۵
- جام حذفی تایلند
  - قهرمان (۶ بار)(رکورد): ۲۰۱۱، ۲۰۱۲، ۲۰۱۳–۲۰۱۵، ۲۰۲۵_۲۰۲۴
- لیگ قهرمانی تایلند
  - قهرمان (۳ بار): ۲۰۱۱، ۲۰۱۲، ۲۰۱۳
- جام سلنطنتی کُر
  - قهرمان (۳ بار)(رکورد): ۲۰۱۳، ۲۰۱۴، ۲۰۱۵

### رقابت‌های بین‌المللی
- لیگ قهرمانان آسیا ۵ حضور
  - ۲۰۰۹: مقدماتی شرق - دور نیمه‌نهایی
  - ۲۰۱۲: مرحله گروهی
  - ۲۰۱۳: یک‌چهارم نهایی
  - ۲۰۱۴: مرحله گروهی
  - ۲۰۲۲: یک چهارم نهایی
- ای‌اف‌سی کاپ
  - ۲۰۰۹: مرحله گروهی